# Emilio Serrano
Emilio Serrano Ruiz (Vitoria, 13 de marzo de 1850 - Madrid, 8 de abril de 1939) fue un compositor y pianista español.

## Trayectoria
Más que por su propia obra, ha pasado a la historia por su tarea como profesor de toda una generación de compositores al haber accedido en la plaza de catedrático de composición del Conservatorio de Madrid en 1894, donde entre otros alumnos tuvo a Julio Gómez García. Sucedió en la cátedra al músico Emilio Arrieta. Asimismo, fue nombrado por el Conde de Morphy director del prestigioso Instituto Filarmónico en Madrid, situado en la calle Esparteros n.º 3, donde también ejerció como profesor de composición desde finales de 1883 hasta 1885, año en que viaja al extranjero como pensionado de mérito. En 1884 publicó su Prontuario teórico de armonía, ante la ausencia de obras de este tipo.
Fue discípulo de Joaquín Espín y Guillén y de Hilarión Eslava. Muy apreciado en la Corte, y habiendo sido maestro de música de Isabel II, apostó por la creación de una ópera nacional. En la década de 1890 estrenó varias óperas que le dieron mucha reputación.
Posteriormente se orientó hacia el llamado género chico, la zarzuela, obteniendo un gran éxito en 1924 con La Bejarana¡OLÉ!.

## Reconocimientos
Fue miembro de la Real Academia de Bellas Artes de San Fernando de Madrid.

## Obras
Lista no exhaustiva

### Ópera
- 1882 Mitrídates
- 1890 Doña Juana la Loca (Giovanna la Pazza), Teatro Real de Madrid.[4]
- 1891 Irene de Otranto, Teatro Real de Madrid
- 1898 Gonzalo de Córdoba, Teatro Real de Madrid
- La maja de rumbo, Teatro Colón de Buenos Aires

### Zarzuela
- 1924 La Bejarana, en colaboración con Francisco Alonso
- 1929 El romeral, en colaboración con Fernando Díaz Gilés

### Otras obras
- 1887 Sinfonía en Mi bemol
- 1908 La primera salida de Don Quijote, poema sinfónico
- Cuarteto de cuerda en re menor
- Canciones del hogar, para voz y orquesta